# Joaquín Abril Martorell
Joaquín Abril Martorell   (Picassent, 1928) és un polític valencià, germà de Fernando Abril Martorell, diputat al Congrés dels Diputats en la III i IV Legislatures.

## Biografia
Llicenciat en enginyeria aeronàutica, treballa però com a assessor d'empreses. Entre 1978 i 1982 ha estat president de les companyies Enagás i Butano. Col·laborà en la campanya electoral de la UCD a les eleccions generals espanyoles de 1979, en les quals el seu germà fou elegit diputat per València. Quan la UCD es va dissoldre després del fracàs electoral de 1982, es va incorporar a la nova formació política creada per l'ex president del Govern, Adolfo Suárez, el Centre Democràtic i Social (CDS). A les eleccions generals de 1986 va encapçalar la llista del CDS per la circumscripció de València i fou elegit diputat, encara que la decisió d'encapçalar la llista va ser presa per la direcció electoral del CDS i rebutjada a València.
Va ser reelegit en les eleccions de 1989. Després, igual que els altres 16 diputats del CDS, va perdre el seu escó en les eleccions de 1993. Amb la pràctica desaparició del CDS, es va unir al Partit Popular i, després de la victòria electoral de 1996 de la formació que liderava per José María Aznar, va ser nomenat secretari d'Estat d'infraestructura i transports, càrrec que ocupà fins a setembre de 1998.